# Iso-Hirvanen
Iso-Hirvanen är en sjö i kommunen Laukas i landskapet Mellersta Finland i Finland. Sjön ligger 122,1 meter över havet. Den är 21 meter djup. Arean är 1,7 kvadratkilometer och strandlinjen är 9,44 kilometer lång. Sjön  ingår i Kymmene älvs huvudavrinningsområde.   Den ligger omkring 23 kilometer norr om Jyväskylä och omkring 260 kilometer norr om Helsingfors. 
I sjön finns ön Hirvasensaari. 